# 亚科
亚科（拉丁語：subfamilia）是生物分类法的一個次级的輔助分類單元，在科和属之间。有时亚科和屬之間也分族。
根據現時的命名標準：植物亞科的拉丁文分類名稱的字尾會使用"-oideae"；而動物亞科會使用"-inae"。

## 參看
- 系統分類學，生命多样性的研究
- 支序分類學，分类生物体进化史的分支顺序
- 种系发生学，不同群体之间生物进化相关性的研究
- 分类学